# Edgerton (Kansas)
Edgerton es una ciudad ubicada en el de condado de Johnson en el estado estadounidense de Kansas. En el año 2010 tenía una población de 1671 habitantes y una densidad poblacional de 506,36 personas por km².

## Geografía
Edgerton se encuentra ubicada en las coordenadas 38°45′49″N 95°0′37″O / 38.76361, -95.01028 (38.763639, -95.010239).

## Demografía
Según la Oficina del Censo en 2000 los ingresos medios por hogar en la localidad eran de $50,179 y los ingresos medios por familia eran $51,213. Los hombres tenían unos ingresos medios de $32,041 frente a los $23,594 para las mujeres. La renta per cápita para la localidad era de $16,911. Alrededor del 3.0% de la población estaban por debajo del umbral de pobreza.